# Marcus Alexandre

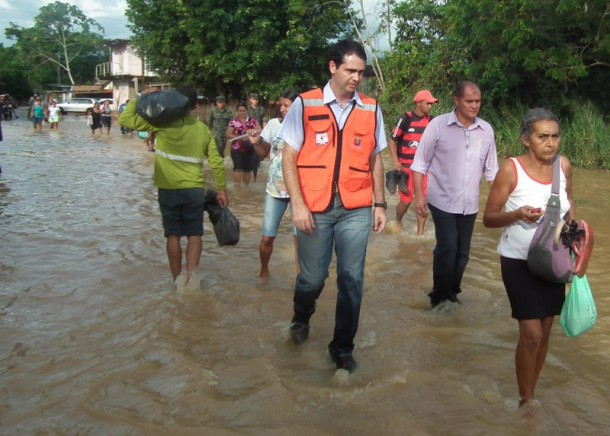
Marcus Alexandre während des Hochwassers im Bairro Taquari in Rio Branco, 2013.

Marcus Alexandre Médici Aguiar Viana da Silva, allgemeiner bekannt als Marcus Médici oder unter den Vornamen Marcus Alexandre, (* 13. Juni 1977 in Ribeirão Preto, Bundesstaat São Paulo) ist ein brasilianischer Politiker. Er ist Mitglied der Arbeiterpartei (PT), war Stadtpräfekt von Rio Branco und Gouverneurskandidat seiner Partei bei den Gouverneurswahlen 2018 für den Bundesstaat Acre.

## Leben
Marcus Alexandre Marcus studierte Zivilingenieurswesen an der Universidade Estadual de São Paulo. 1999 siedelte er in den Bundesstaat Acre um. Er ist mit Gicélia Viana da Silva Médici Aguiar verheiratet, mit der er drei Söhne hat. 

## Politische Laufbahn
Von 2007 bis 2012 war er Generaldirektor des Departamento de Estradas de Rodagem, Infraestrutura Hidroviária e Aeroportuária do Acre (Deracre), was ihm bei der Wahl zum Bürgermeister bei der Kommunalwahl 2012 half, die er mit knappen 50,77 % der gültigen Stimmen in der Stichwahl gewann. Bei der Kommunalwahl 2016  erlangte er mit 54,87 % der gültigen Stimmen die Wiederwahl gegen seine Kontrahentin Eliane Sinhasique. Während seiner ersten Amtszeit setzte er sich für Investitionen für Stadtverbesserungen ein, darunter eine Reduzierung von Busfahrgeld, Modernisierung von in Rio Branco beliebten Bauten, den Bau neuer Gesundheitseinrichtungen und Kindergärten sowie Ausbau des Wegesystems. Die Stadt hatte seit 2010 einen Zuwachs von 65.000 Einwohnern und zum Ende seiner Amtszeit die 400.000er Grenze überschritten.
Am 6. April 2018 trat er zurück, um für die Gouverneurswahl in Acre 2018 bei den Wahlen in Brasilien 2018 zu kandidieren, wobei er von der Koalition Frente Popular do Acre (FPA) aus den Parteien PT, PDT, PCdoB, PSOL, PRB, PODE, PROS, PSB, PRP, PV, PHS, PRTB, DC, PPL und PMB unterstützt wurde. Nachfolgerin im Bürgermeisteramt wurde seine Vizepräfektin Socorro Neri. Er erreichte im ersten Wahlgang am 7. Oktober 2018 34,54 % oder 144.071 Stimmen und unterlag dem gewählten Gouverneur Gladson Cameli.
Zu der Gouverneurswahl in Acre 2022 bei den Wahlen in Brasilien 2022 war er neben dem Hauptkandidaten Jorge Viana als Kandidat für das Amt als Vizegouverneur angetreten, beide erreichten am 2. Oktober 2022 mit 103.265 oder 24,21 % der Stimmen nach dem wiedergewählten Cameli den zweiten Platz.